# Johann-Adam-Möhler-Institut für Ökumenik
Das Johann-Adam-Möhler-Institut für Ökumenik wurde am 19. Januar 1957 vom Paderborner Erzbischof Lorenz Jaeger als Institut für Konfessions- und Diasporakunde gegründet und besteht seit 1966 unter dem heutigen Namen. Das Institut wurde nach dem Tübinger Theologen Johann Adam Möhler benannt. Er gilt auf römisch-katholischer Seite mit seinem Werk Symbolik oder Darstellung der dogmatischen Gegensätze der Katholiken und Protestanten nach ihren öffentlichen Bekenntnissen als Begründer der wissenschaftlichen Erforschung der Lehrunterschiede zwischen den verschiedenen Konfessionen, mithin der Konfessionskunde.

## Aufgaben und Organisation
Aufgabe des Instituts ist die wissenschaftliche Erforschung und die Darstellung der Lehre, der Feier der Gottesdienste, der Frömmigkeit sowie aller weiteren Äußerungen des religiösen Lebens der verschiedenen christlichen Konfessionen und Bekenntnisse. Der Schwerpunkt liegt hier auf den aus der Reformation hervorgegangenen Kirchen und Freikirchen sowie der Ostkirchenkunde.
Träger des Instituts ist das Erzbistum Paderborn und unterstützt wird das Institut vom Verein zur Pflege wissenschaftlicher Forschungen auf dem Gebiete der Ökumenik e. V.
Präsident des Institutes ist der jeweilige Erzbischof von Paderborn. Die Leitung obliegt dem jeweiligen Direktor des Instituts. Leitender Direktor seit 1999 ist Wolfgang Thönissen, Direktoren sind Michael Hardt, Burkhard Neumann und Johannes Oeldemann. Oeldemann arbeitet in vielen Kommissionen für den ökumenischen Dialog zwischen Orthodoxen und Katholiken mit. Er leitet das Stipendienprogramm der Deutschen Bischofskonferenz für orthodoxe Theologen.
Das Institut ist der Theologischen Fakultät Paderborn angegliedert.
Das Institut verfügt über eine wissenschaftliche Spezialbibliothek mit ca. 160.000 Bänden. Seit 1990 sind die Bestände online recherchierbar.
Das Institut ist in Forschung, Lehre und Dialog tätig.

## Publikationen

### Theologische Reihen
- Konfessionskundliche und kontroverstheologische Studien (KKTS)
- Konfessionskundliche Schriften (KKSMI)
- Geistlicher Ökumenismus
- Handreichungen für Erwachsenenbildung, Religionsunterricht und Seelsorge
- Thema Ökumene
- Vierteljahresschrift „Catholica“

### Mehrbändige Werke sowie Monographien
- Handbuch der Ökumenik (HÖ)
- Lexikon der Ökumene und Konfessionskunde (2007)
- Kleine Konfessionskunde
- Personenlexikon Ökumene (2010)

### Schriften in Kooperation mit anderen Einrichtungen
- Dokumente wachsender Übereinstimmung (DwÜ)
- Johann-Adam-Möhler-Institut für Ökumenik (Paderborn) / Konfessionskundliches Institut des Evangelischen Bundes (Bensheim): Taufe. Eine ökumenische Arbeitshilfe. Speyer 2009 (Evangelischer Presseverlag Pfalz), ISBN 978-3-939512-14-1